# Nucăreni, Telenești
Nucăreni este un sat, din comuna cu același nume din raionul Telenești, Republica Moldova. Acesta a fost menționat documentar în anul 1671 cu denumirea „Îndărătnici”, 

## Etimologie
În anul 1983 și-a schimbat din nou denumirea în Nucăreni deoarece satul era vestit prin varietatea de nuci (pomi fructiferi). Se spune că fiecare gospodărie din sat are la poartă câte un nuc, iar acesta a devenit un simbol al locului.

## Istorie
Prima mențiune documentară a satului datează din 1671, cu denumirea „Îndărătnici” iar ulterior numele a fost schimbat în „Pupăzeni”.

## Populație
Conform Recensământului Populației și a Locuințelor din anul 2014, satul avea 917 locuitori și 317 gospodării.

## Administrație și politică
Componența Consiliului local Nucăreni (9 consilieri), ales la 5 noiembrie 2023, este următoarea:
|  | Partid                                | Consilieri | Componență | Componență | Componență | Componență | Componență | Componență | Componență | Componență | Componență |
|  | ------------------------------------- | ---------- | ---------- | ---------- | ---------- | ---------- | ---------- | ---------- | ---------- | ---------- | ---------- |
|  | Partidul Liberal Democrat din Moldova | 9          |            |            |            |            |            |            |            |            |            |